# Ферзен, Николай Павлович
Граф Никола́й Па́влович Фе́рзен (14 (26) июня 1858 — 3 ноября 1921) — адъютант великого князя Владимира Александровича, генерал-майор Свиты.

## Биография
Сын начальника Императорской охоты графа Павла Карловича Ферзена (1800—1884) от второго брака с Елизаветой Фёдоровной фон Раух (1820—1908). Образование получил в Дрезденской классической гимназии. В военную службу вступил 21 января 1877 года.
Чины: корнет (за боевые отличия, 1878), поручик гвардии (1881), штабс-ротмистр (1886), ротмистр (1889), полковник (1895), генерал-майор (за отличие, 1908), генерал-майор Свиты (1909).
Участвовал в русско-турецкой войне 1877—1878 годов, был контужен и награждён знаком отличия Военного Ордена 4-й степени. По окончании военных действий выдержал офицерский экзамен по 1-му разряду при военном училище. 6 октября 1888 года назначен ординарцем к генерал-инспектору кавалерии.
Затем состоял адъютантом: великого князя Николая Николаевича-старшего (1889—1891), Главнокомандующего войсками Гвардии и Петербургского военного округа (1891—1905) и великого князя Владимира Александровича (1905—1908). С 13 апреля 1908 года состоял при великом князе Владимире Александровиче. Числился по гвардейской кавалерии. В Санкт-Петербурге владел домом № 32 по Миллионной улице.
После Февральская революции, 16 апреля 1917 года был уволен от службы «за болезнью». 
Участник Крымской эвакуации в апреле 1919 года, в свите Николая Николаевича решал с офицерами линкора Мальборо технические вопросы размещения вдовствующей императрицы и других Романовых. 
В эмиграции в Италии. Умер в 1921 году в Риме. Похоронен на кладбище Тестаччо.
- Знак отличия Военного ордена 4-й ст. (1878)
- Орден Святой Анны 3-й ст. (1889)
- Орден Святого Станислава 2-й ст. (1893)
- Орден Святой Анны 2-й ст. (1896)
- Орден Святого Владимира 4-й ст. (1899)
- Орден Святого Владимира 3-й ст. (1903)
- Орден Святого Станислава 1-й ст. (1911)
- Орден Святой Анны 1-й ст. (1913)
- Высочайшая благодарность «за отличное выполнение различных поручений Его Велич. и командировок во время настоящей войны» (ВП 6.05.1915)

Иностранные:
- румынский Крест «За переход через Дунай» (1879);
- датский Орден Данеброга (1881);
- шведский Орден Вазы, кавалерский крест (1881);
- черногорский Орден Князя Даниила I 3-й ст. (1890);
- мекленбург-шверинский Орден Вендской короны, кавалерский крест (1890);
- мекленбург-шверинский Орден Грифона, почётный крест (1895);
- прусский Орден Короны 3-й ст. (1893);
- прусский Орден Красного орла 2-й ст. (1897) со звездой (1905);
- прусский Орден Короны 2-й ст. со звездой (1900);
- саксен-веймарский Орден Белого сокола (1893);
- ольденбургский Орден Заслуг герцога Петра-Фридриха-Людвига 2-й ст. (1893);
- вюртембергский Орден Короны, кавалерский крест (1893);
- болгарский Орден Святого Александра (1900);
- гессенский Орден Филиппа Великодушного, командорский крест 1-го кл. (1902);
- испанский Орден Военных заслуг 3-й ст. (1906);
- австрийский Орден Железной короны (Австрийский)|Орден Железной короны 2-й ст. (1907);
- итальянский Орден Короны, большой крест (1911);
- брауншвейгский Орден Генриха Льва 1-й ст. (1912).

## Семья
Был женат на княжне Софье Александровне Долгоруковой (6.7.1870—30.11.1957), фрейлине двора (21.04.1891), дочери князя А. С. Долгорукова. По словам М. М. Осоргина, посещение графиней Ферзен пьес Чехова воспринималось высшим петербургский светом как верх вольнодумства. Умерла, как и муж, в Риме и похоронена на кладбище Тестаччо. Их дети:
- Павел (1894—1943), не успел окончить курса Александровского лицея (1915), штабс-ротмистр Кавалергардского полка. В эмиграции в Италии, активный участник Русского кружка в Риме.[4][5]
- Александр (1895—1935), учащийся Александровского лицея, выпускник ускоренных курсов Пажеского корпуса (1915). Штабс-ротмистр лейб-гвардии Уланского Его Величества полка. Участник Белого движения в составе Добровольческой и Северо-Западной армий, в 1918—1919 годах состоял в охране императорской фамилии в Крыму. В эмиграции в Англии, затем во Франции.[4]
- Елизавета (1899—1938), в эмиграции в Риме, активная участница Русского кружка.[6]
- Ольга (1904—1996), в эмиграции в Риме, участница Русского кружка.[7]